# Гірський фільм
Гірський фільм — кіножанр який звеличує красу природи та розкриває драматизм зусиль альпіністів підкорювачів вершин.